# كيفن كينون
كيفن كينون (بالإنجليزية: Kevin Kennon)‏ هو مهندس معماري أمريكي، ولد في 12 يوليو 1958 في شبه جزيرة بالوس فيرديس في الولايات المتحدة.

## وصلات خارجية
- الموقع الرسمي